# وارلینگهام
وارلینگهام (به انگلیسی: Warlingham) یک روستا و محله مدنی در بریتانیا است که در Tandridge واقع شده‌است. وارلینگهام ۶٫۰۲ کیلومتر مربع مساحت و ۸٬۰۳۶ نفر جمعیت دارد.